# Парламентские выборы в Черногории (2020)
Очередные парламентские выборы в Черногории — выборы в Скупщину Черногории, которые прошли 30 августа 2020 года. В этот же день состоялись местные выборы в пяти муниципалитетах (в Будве, Которе, Тивате, Андриевице и Гусине). Выборы проходили в особых условиях из-за пандемии COVID-19 в Черногории. По результатам выборов правящая Демократическая партия социалистов Черногории впервые с 1991 года потеряла большинство в парламенте, уступив коалиции оппозиционных партий, в большинстве выступавших с просербских позиций и пользовавшихся активной поддержкой Черногорско-Приморской митрополии Сербской православной церкви.

## Предыстория
Черногория — это парламентско-президентская республика, в которой парламент и президент избираются населением на прямых выборах. На парламентских выборах 2016 года победу одержала находившаяся у власти с 1991 года Демократическая партия социалистов Черногории (ДСПЧ) под руководством действовавшего премьер-министра Мило Джукановича. В Скупщине Черногории была сформирована правящая коалиция из пяти партий, включавшая ДСПЧ (36 мандатов из 81), партию «Социал-демократы Черногории» (2 мандата), Боснякскую партию (2 мандата), партию албанского меньшинства «FORCA» (1 мандат) и партию «Хорватская гражданская инициатива» (1 мандат). Премьер-министром был утверждён соратник Джукановича и его заместитель в правительстве, действовавшем до выборов, Душко Маркович.
После выборов 2016 года оппозиция в Скупщине была представлена несколькими политическими группами, получившими в совокупности 39 мест из 81: Демократическим фронтом с 18 депутатами, партией «Демократическая Черногория» с 8 депутатами, Социал-демократической партией с 4 мандатами, «ДЕМОС» с 4 мандатами, Социалистической народной партией с 3 мандатами и «Объединённым реформистским действием» (ОРД) с 2 мандатами. Все оппозиционные группы отказались признать результаты выборов из-за ареста в день выборов двух оппозиционных лидеров от Демократического фронта и иных лиц как предполагаемых участников государственного переворота и объявили о бойкоте работы нового парламента. Впоследствии в декабре 2017 года Демократический фронт завершил бойкот и вернулся в парламент. Две другие оппозиционные партии (Социал-демократическая и «ДЕМОС») приступили к работе в парламенте в мае 2018 года после слабых результатов на местных выборах. «Демократическая Черногория», «ОРД» и Социалистическая народная партия продолжили бойкот вплоть до последнего заседания Скупщины, избранной в 2016 году.
В 2016 году Светозар Марович, на тот момент заместитель председателя правящей Демократической партии социалистов Черногории, был арестован по подозрению в злоупотреблении служебным положением и коррупции. Прокуратура Черногории назвала Маровича «главой будванской преступной группировки», в чём он позднее сознался в суде. В конце концов Светозар бежал в соседнюю Сербию для предполагаемого психиатрического лечения в Белграде, где он в настоящее время проживает. Власти Черногории неоднократно требовали его экстрадиции. В августе 2020 года Марович впервые после бегства в Белград дал интервью средствам массовой информации, обвинив руководство партии, одним из основателей которой он являлся, в коррупции, кумовстве, партократии и авторитаризме, а президента Джукановича — в «фальсификации коррупционного процесса» против него и членов его семьи.
15 апреля 2018 года состоялись очередные выборы президента Черногории. Оппозиционные партии, бойкотировавшие работу парламента, требовали, чтобы совместно с президентскими были проведены досрочные парламентские выборы, однако парламентское большинство не поддержало это предложение. Кандидатом на должность президента от правящей ДСПЧ стал Мило Джуканович. Части оппозиции (Демократическому фронту, партиям «Демократическая Черногория», «ОРД», «Объединённая Черногория» и Социалистической народной партии) удалось договориться о едином кандидате, которым стал бывший депутат Скупщины Младен Боянич. Боянича поддержали политические партии с различными идеологиями и программами, но все из них были сторонниками присоединения Черногории к Европейскому союзу. На выборах 2018 года одержал победу Мило Джуканович, получивший более половины голосов избирателей в первом туре. Таким образом, лидер ДСПЧ вернулся на государственную должность после двухлетнего перерыва с 2016 года. Для Мило Джукановича это уже второй президентский срок (первый был в 1998—2002 годах).
В отчёте, опубликованном в июне 2018 года после апрельских президентских выборов, Бюро по демократическим институтам и правам человека призвало к проведению избирательных реформ в Черногории и к большей «прозрачности, беспристрастности и профессионализму» при проведении последующих выборов.

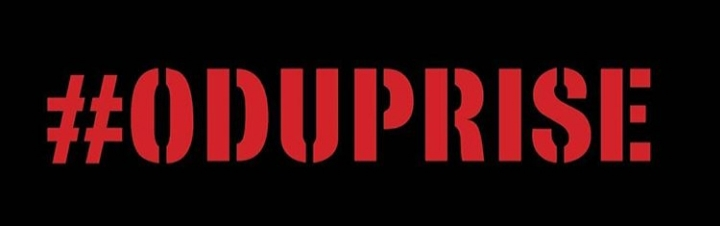
Лозунг протестующих: «Сопротивляйтесь»

В феврале 2019 года начались антикоррупционные протесты против политики правительства, возглавляемого ДПС, спровоцированные обнаружением видеозаписей и документов, которые, как представляется, компрометируют высокопоставленных черногорских чиновников. 30 марта все 39 оппозиционных депутатов подписали «Соглашение о будущем», предложенное организаторами протеста, в котором они обещали бойкотировать выборы 2020 года. В мае 2020 года организаторы протеста совместно с представителями некоторых оппозиционных партий призвали бойкотировать выборы, утверждая, что они «не будут проведены в справедливых условиях».
Учреждённый при поддержке Европейского союза совет по реформе избирательной системы, в который вошли представители как правящей, так и оппозиционных партий, был упразднён в декабре 2019 года, после того, как члены оппозиции покинули заседание совета в знак протеста против спорного закона о религиозных объединениях, обвинив правящую партию в «разжигании межнациональной розни и беспорядков». В конце декабря 2019 года началась очередная волна протестов против недавно принятого закона, который де-юре передаёт право собственности на церковные земли и религиозные строения от Сербской православной церкви в Черногории черногорскому государству.
В 2019 году британская компания Economist Intelligence Unit оценила уровень развития демократии среди 167 стран мира. Черногория, набрав 5,65 балла по пяти категориям (выборные процессы и плюрализм, деятельность правительства, политическая ангажированность населения, политическая культура, гражданские свободы), заняла 84-е место в рейтинге. По итогам исследования политический режим Черногории был оценён как гибридный, переходный между авторитаризмом и несовершенной демократией. Организация Freedom House в своём отчете о политических правах и гражданских свободах во всём мире, опубликованном в мае 2020 года, также отнесла Черногорию к категории гибридных режимов по причине снижения стандартов управления, правосудия, выборов и свободы средств массовой информации в Черногории. В докладе, помимо прочего, подчёркиваются неравноправный избирательный процесс, случаи политических арестов, негативные события, связанные с независимостью судебной системы, свободами СМИ, а также ряд нераскрытых случаев коррупции в правительстве, возглавляемом ДПС. Таким образом, впервые с 2003 года Черногория не была классифицирована Freedom House как демократическое государство. Несмотря на неоднократные требования со стороны оппозиции, неправительственных организаций и поддерживаемых ЕС институтов о профессионализации и нейтрализации институтов, контролирующих избирательный процесс, они всё ещё де-факто контролируются правящей коалицией, возглавляемой ДПС.

## Электоральная система

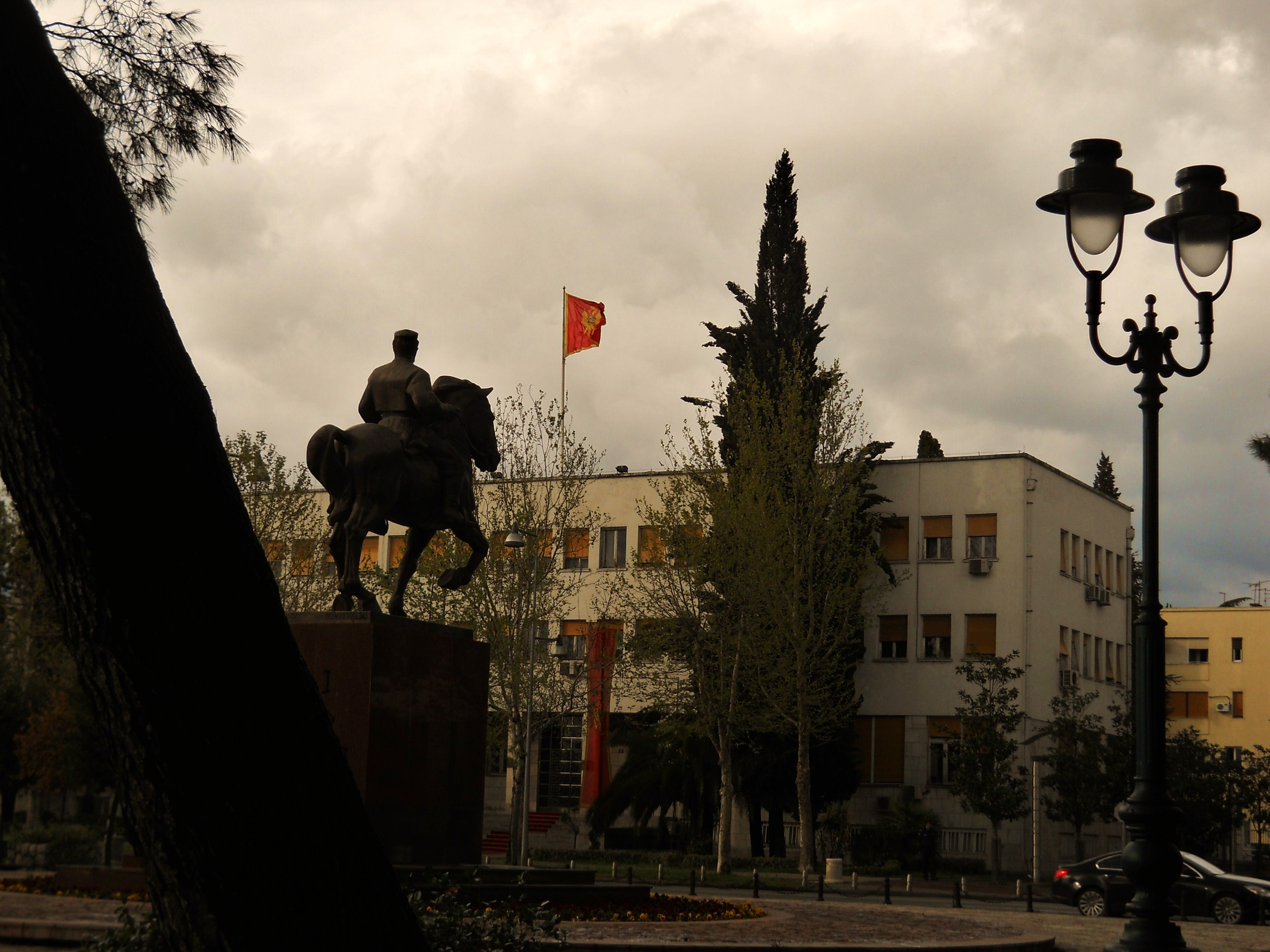
Здание Скупщины Черногории в Подгорице

81 депутат Скупщины Черногории избирается по пропорциональной системе с закрытыми партийными списками в едином общенациональном избирательном округе. Мандаты распределяются по методу Д’Ондта с электоральным барьером в 3 %. При этом для партий и коалиций национальных меньшинств, составляющих не более 15 % от всей численности населения, существует особое правило, предусматривающее снижение барьера до 0,7 % (максимум три места в парламенте суммарно для всех партий или коалиций меньшинств, набравших более 0,7 %, но менее 3 %). Кроме того, исключение составляют этнические хорваты: если ни один список, представляющий хорватское меньшинство, не преодолевает порог в 0,7 %, список с наибольшим количеством голосов получает одно место в Скупщине, если наберёт более 0,35 % от общего числа голосов.
Избирательная администрация разделена на три уровня: Государственную избирательную комиссию (ГИК), 24 муниципальных избирательных комиссии и около 1200 участковых избирательных комиссий (УИК). ГИК — это постоянный орган, состоящий из председателя и 10 членов комиссии. Четырёх членов номинирует парламентское большинство, четырёх — парламентская оппозиция, один представляет гражданское общество, и ещё один предлагается партией национального меньшинства, набравшей наибольшее количество голосов на прошлых парламентских выборах. На время избирательной кампании к составу ГИК присоединяются по одному представителю от всех участвующих в выборах списков. ГИК отвечает за регистрацию кандидатов, рассмотрение жалоб, издание подзаконных актов, а также за сведение и подтверждение окончательных результатов голосования. Нынешний состав ГИК был назначен после выборов 2016 года, при этом председатель утверждён Скупщиной в марте 2020 года, поскольку предыдущий глава ГИК достиг предельного возраста пребывания на государственной службе.
Муниципальные избирательные комиссии состоят из председателя и четырёх членов, назначаемых соответствующим муниципальным советом после муниципальных выборов. Председателя номинирует партия, получившая большинство мандатов в соответствующем муниципальном совете, двух членов предлагает большинство в местном совете, а ещё двух оппозиция. В состав УИКов входит председатель и четыре представителя, назначаемых муниципальной избирательной комиссией не позднее, чем за десять дней до дня голосования. Председателей УИК номинируют политические партии, представленные в муниципальном совете, пропорционально их представительству в этом муниципальном совете. Из четырёх членов УИК двоих предлагает большинство в муниципальном совете, а остальных оппозиция. При этом партии и коалиции, участвующие в выборах, могут назначать своих представителей с правом голоса в комиссии на любом уровне избирательной администрации за 20 дней до дня выборов.
Право голоса предоставлено всем гражданам Черногории старше 18 лет, проживающим в стране не менее 24 месяцев до дня голосования, кроме граждан, признанных недееспособными по решению суда. Голосование за пределами страны не предусмотрено. Список избирателей представляет собой постоянную базу данных, обновляемую министерством внутренних дел. Граждане могут проверить корректность своих данных в списке избирателей либо на специальном сайте в сети интернет, либо лично через отделения министерства внутренних дел и потребовать внесения изменений в случае обнаружения некорректной информации. Представители партий и коалиций, участвующих в выборах, а также аккредитованные наблюдатели также имеют право инспектировать избирательные списки. По предварительным данным министерства внутренних дел, перед настоящими выборами в список избирателей включены 540 315 человек.
В выборах имеют право участвовать политические партии, коалиции политических партий и инициативные группы избирателей. Списки кандидатов должны включать не менее 54 человек и должны соответствовать правилу о тридцатипроцентной гендерной квоте, согласно которому среди кандидатов в списке должно быть не менее 30 % лиц одного пола. Для регистрации списка кандидатов необходимо собрать в его поддержку 4261 подпись избирателей, что составляет требуемые законом 0,8 % от числа зарегистрированных избирателей на прошлых выборах. Партии, коалиции или инициативные группы, которые представляют национальные меньшинства, составляющие до 15 % от всего населения, должны предоставить 1 тысячу подписей, а выдвигаемый ими список должен включать не менее 27 кандидатов. Партиям и группам избирателей, которые представляют национальные меньшинства, составляющие до 2 % от всего населения, достаточно собрать от 300 подписей для регистрации списка кандидатов. Каждый избиратель может поставить свою подпись в поддержку только одного участника выборов. Если подпись одного избирателя обнаружена в нескольких списках, то она засчитывается в поддержку только того списка кандидатов, который был подан в ГИК первым. Избиратели могут проконтролировать корректность учёта их подписи через специальное приложение в сети интернет. На 10 августа ГИК признала недействительными 10 подписей избирателей, обнаруживших, что их подписи были неправомерно зарегистрированы в поддержку нескольких списков.
Регистрация списков кандидатов проходила с 9 июля до 4 августа 2020 года. На первом этапе регистрации ГИК вернула на доработку регистрационные документы трёх списков вследствие предоставления неполного комплекта документов или несоответствия гендерной квоте: списка «Албанская коалиция — «Единогласно» — ДП, ДСА, ДЛЧ»; списка «Албанский список — FORCA, Ник Гьелошай» и списка «Снежана Йоница — Социалисты Черногории — Жить как югославы». Первые две коалиции смогли исправить обнаруженные недочёты. В итоге из двенадцати поданных списков кандидатов были зарегистрированы одиннадцать. ГИК не зарегистрировала список «Снежана Йоница — Социалисты Черногории — Жить как югославы», ссылаясь на то, что данный список пытался пройти регистрацию как объединение национального меньшинства, притом что югославы не признаны официально национальным меньшинством. Из одиннадцати участвующих в выборах списков кандидатов пять представляют национальные меньшинства: два албанских, один боснякский и два хорватских.
В соответствии с законом участники выборов могут начинать избирательную кампанию после объявления выборов. После регистрации всем партиям и коалициям должны быть предоставлены равные права для ведения агитации, включая доступ к общественным помещениям, ресурсам, уличной рекламе и рекламе в средствах массовой информации. Из-за ограничений, связанных с распространением новой коронавирусной инфекции, все массовые собрания были запрещены до 23 июля. В то же время представители правительства участвовали в мероприятиях по случаю открытия инфраструктурных проектов с участием публики, обходя таким образом запрет. Даже после смягчения ограничений разрешённое количество участников массовых акций не превысило пятидесяти человек. Отмечено также увеличение объёмов социальной помощи правительства, распределяемой по нечётким критериям среди групп населения, названных властями наиболее уязвимыми перед эпидемией. В основном государственную помощь получили пенсионеры и люди с ограниченными возможностями.

## Кампания

Изменение позиций основных избирательных списков (партий и партийных коалиций) с момента окончания выборов 2016 года.

1 мая 2019 года Социалистическая народная партия (СНП, SNP), «Объединённая Черногория» (ОЧ, UCG), Рабочая партия (РП, RP) и независимые кандидаты договорились сформировать новый всеобъемлющий политический альянс под названием "На благо всех. Однако альянс распался ещё в ходе избирательной кампании. В августе 2020 года все три упомянутые партии приняли решение присоединиться к предвыборной коалиции с альянсом правого «Демократического фронта» (ДФ, DF) под названием «За будущее Черногории». Также в коалицию вошли такие политические партии, как «Правая Черногория» (ПЧ, PCG), Демократическая партия единства (ДПЕ, DSJ), Демократическая сербская партия (ДСП, DSS) и Югославская коммунистическая партия (ЮКП, JKP).
11 июля 2020 года Гражданское движение «Объединённое реформистское действие» (ОРД, URA) во главе с Дританом Абазовичем решило действовать независимо, представив собственную левоцентристскую предвыборную платформу «Чёрным по белому», возглавляемую независимыми кандидатами, в том числе известной журналисткой и активисткой Милкой Тадич, университетскими профессорами, журналистами, членами гражданских и неправительственных организаций. Кроме того, в избирательный список движения включён член Партии справедливости и примирения (ПСП, SPP), представляющей интересы боснийского меньшинства, а также члены некоторых небольших (местных) партий и инициатив.
«Демократическая Черногория», «ДЕМОС», «Новые левые», Партия за пенсионеров, инвалидов и социальную справедливость и неправительственная организация «Общество политических исследований» во главе с Владимиром Павичевичем договорились о формировании предвыборной коалиции под названием «Мир — наша нация» (лидер — Алекса Бечич, глава «Демократической Черногории»).
12 июля 2020 года оппозиционная Социал-демократическая партия (СДП, SPD) объявила, что будет действовать независимо, как и «Социал-демократы Черногории» (СДЧ, SD), младшая партия в предыдущей правительственной коалиции, несколькими днями ранее.
28 июля 2020 года был сформирован Албанский список, коалиция албанского меньшинства, в которую вошли представители «Новой демократической силы» (FORCA), «Албанской альтернативы» (АА), Албанской коалиции «Перспектива» (АКП, AKP) и «Демократической лиги Черногории» (ДЛЧ, DSCG). Несколькими неделями ранее Демократический союз албанцев (ДСА, DUA) присоединился к Албанской коалиции «Единогласно» с Демократической партией (ДП, DP) и Демократической лигой в составе.
В августе 2020 года правоцентристская Боснякская партия (БП, BS) объявила, что будет действовать независимо. Об аналогичном решении заявили также правоцентристская Хорватская гражданская инициатива (ХГИ, HGI) и недавно сформированная центристская Хорватская реформистская партия (ХРП, HRS).
1 августа 2020 года члены правящей Демократической партии социалистов (ДПС, DPS) во главе с действующим Председателем правительства Черногории Душко Марковичем решили действовать независимо, при этом в избирательный список партии был включён Андрия Попович, председатель Либеральной партии.
Митрополит Амфилохий Радович, митрополит Черногорский и Приморский, открыто публично агитировал голосовать против правящей партии президента.

### Участники
| 1                                                                              | Социал-демократы — Иван Брайович — Мы решаем                    | Иван Брайович      |   |
| 2                                                                              | Боснякская партия — Правильно — Рафет Хусович                   | Эрвин Ибрагимович  | M |
| 3                                                                              | ХГИ — От всего сердца за Черногорию!                            | Адриан Вуксанович  | M |
| 4                                                                              | Социал-демократическая партия — Сильная Черногория!             | Драгиня Вуксанович |   |
| 5                                                                              | Хорватская реформистская партия Черногории — ХРП                | Радован Марич      | M |
| 6                                                                              | Д-р Дритан Абазович — «Чёрным по белому» — д-р Срджан Павичевич | Дритан Абазович    |   |
| 7                                                                              | Албанская коалиция — «Единогласно» — ДП, ДСА, ДЛЧ               | Фатмир Гьека       | M |
| 8                                                                              | Решительно за Черногорию! ДПСЧ — Мило Джуканович                | Душко Маркович     |   |
| 9                                                                              | «За будущее Черногории» — ДФ, СНПЧ, Народное движение           | Здравко Кривокапич |   |
| 10                                                                             | Албанский список — FORCA, Ник Гьелошай                          | Ник Гьелошай       | M |
| 11                                                                             | Алекса Бечич — Миодраг Лекич — Мир — наша нация                 | Алекса Бечич       |   |
| M — список национального меньшинства, для которого порог в 3 % не применяется. |                                                                 |                    |   |

### Социологические опросы
Результаты социологических опросов представлены в таблице ниже в обратном хронологическом порядке, начиная с наиболее позднего по дате проведения. Наивысший процентный показатель в каждом опросе выделен жирным шрифтом, а фон соответствующей ячейки — цветом ведущей партии; в случае равенства процентных показателей двух или более партий, ячейки не выделяются. В последнем столбце показана разница в процентных пунктах между двумя партиями с наивысшими показателями. Электоральный барьер для партии по представлению своих депутатов в парламенте составляет 3 %, за исключением партий и коалиций национальных меньшинств, для которых порог составляет 0,7 % (или 0,35 % для списков хорватского меньшинства).
| Дата          | Агентство/Источник                                          | ДПС         | ДФ                                                       | ПЧ   | СНПЧ | ОЧ   | ОРД  | ДЕМОС | ДЧ   | СДПЧ | СДЧ  | БП  | FORCA | АА  | Другие | Разница |     |     |     |     |
| ------------- | ----------------------------------------------------------- | ----------- | -------------------------------------------------------- | ---- | ---- | ---- | ---- | ----- | ---- | ---- | ---- | --- | ----- | --- | ------ | ------- | --- | --- | --- | --- |
| Дата          | Агентство/Источник                                          | Август 2020 | ICA Архивная копия от 16 февраля 2022 на Wayback Machine | 35,1 | 25,9 | 25,9 | 25,9 | 25,9  | 7,5  | 15,5 | 15,5 | 3,1 | 2,6   | 5,4 | Другие | Разница | 4,4 | 4,4 | 0,5 | 9,2 |
| Август 2020   | CeDem Архивная копия от 1 сентября 2020 на Wayback Machine  | 35,3        | 24,7                                                     | 24,7 | 24,7 | 24,7 | 6,6  | 16,5  | 16,5 | 4,2  | 5,3  | 4,8 | 1,9   | 1,9 | 0,7    | 10,6    |     |     |     |     |
| Июль 2020     | NSPM Архивная копия от 13 сентября 2020 на Wayback Machine  | 35,9        | 17,2                                                     | 3,8  | 4,5  | >1   | 6,1  | 3,5   | 17,5 | 3,4  | 1,8  | 3,2 | 1,3   | 1,3 | 1,8    | 18,4    |     |     |     |     |
| Июль 2020     | HoW                                                         | 41,2        | 15,8                                                     | 15,8 | 6,1  | 6,1  | 2,4  | 16,4  | 16,4 | 3,9  | 5,9  | 4,1 | 2,9   | 2,9 | 1,3    | 24,8    |     |     |     |     |
| Июнь 2020     | HoW Архивная копия от 13 сентября 2020 на Wayback Machine   | 39,8        | 13,8                                                     | 2,1  | 5,1  | 0,8  | 2,2  | 2,9   | 13,2 | 3,8  | 6,2  | 4,2 | 3,3   | 3,3 | 2,6    | 26,0    |     |     |     |     |
| Май 2020      | HoW Архивная копия от 13 сентября 2020 на Wayback Machine   | 41,2        | 12,9                                                     | 1,4  | 5,5  | 0,6  | 2,8  | 3,1   | 12,1 | 4,4  | 6,5  | 4,1 | 3,2   | 3,2 | 2,2    | 28,3    |     |     |     |     |
| Апрель 2020   | HoW Архивная копия от 13 сентября 2020 на Wayback Machine   | 40,5        | 12,5                                                     | 1,8  | 5,2  | 0,9  | 2,7  | 2,7   | 13,5 | 4,1  | 6,1  | 4,2 | 3,1   | 3,1 | 2,7    | 26      |     |     |     |     |
| Февраль 2020  | ICA Архивная копия от 13 сентября 2020 на Wayback Machine   | 32,8        | 23,1                                                     | 1,6  | 2,6  | 0,7  | 3,3  | 2,3   | 11,8 | 3,1  | 2,7  | 5,1 | 4,5   | 4,5 | 6,4    | 9,7     |     |     |     |     |
| Декабрь 2019  | CeDem Архивная копия от 14 декабря 2019 на Wayback Machine  | 37          | 13,2                                                     | 2,2  | 5,8  | 1,2  | 3,7  | 2,6   | 15   | 4,1  | 4,8  | 4,9 | 1     | 1,6 | 2,9    | 22      |     |     |     |     |
| Октябрь 2019  | NSPM Архивная копия от 13 сентября 2020 на Wayback Machine  | 35,5        | 20,8                                                     | 1,9  | 6,3  | 6,3  | 2,5  | 1,7   | 15,1 | 3,2  | 4,4  | 3,2 | 2,3   | 2,3 | 3,1    | 14,7    |     |     |     |     |
| Сентябрь 2019 | Damar Архивная копия от 8 ноября 2019 на Wayback Machine    | 38          | 15,3                                                     | 4,3  | 4    | 0,7  | 2,7  | 2,5   | 14,8 | 2,8  | 4,3  | 4   | 2,6   | 2,6 | 4,0    | 22,7    |     |     |     |     |
| Август 2019   | Ipsos Архивная копия от 3 августа 2019 на Wayback Machine   | 41          | 13                                                       | 3    | 8    | 8    | 2    | 2,5   | 17   | 2    | 4    | 2   | >1    | 2   | 3,5    | 24      |     |     |     |     |
| Июль 2019     | CeDem Архивная копия от 14 октября 2020 на Wayback Machine  | 34          | 15,6                                                     | 2,3  | 6,6  | 6,6  | 4,9  | 3,7   | 14,6 | 3,1  | 5,3  | 4,3 | >1    | 2,6 | 3      | 18,4    |     |     |     |     |
| Декабрь 2018  | CeDem Архивная копия от 13 декабря 2018 на Wayback Machine  | 41,5        | 10,1                                                     | 1,1  | 6,8  | >1   | 2,8  | 2,6   | 20,7 | 3,5  | 4    | 3,2 | 0,1   | 2,3 | 1,3    | 20,8    |     |     |     |     |
| Декабрь 2018  | NSPM Архивная копия от 13 сентября 2020 на Wayback Machine  | 42,7        | 18,4                                                     | 1,3  | 4,4  | 1,2  | 2,1  | 1,2   | 14,1 | 3,5  | 4,5  | 3,1 | >1    | 1,5 | 2,0    | 24,3    |     |     |     |     |
| Март 2018     | CeDem                                                       | 43          | 12,6                                                     | 1,1  | 5,1  | >1   | 3,7  | 2,4   | 21,2 | 4    | 1,2  | 2   | 2,4   | 0,2 | 1,1    | 21,8    |     |     |     |     |
| Декабрь 2017  | CeDem Архивная копия от 13 сентября 2020 на Wayback Machine | 39,9        | 13                                                       | —    | 4,5  | 0,4  | 3,5  | 3,5   | 21,3 | 3,9  | 3,5  | 2,7 | 0,7   | 1   | 3,2    | 18,6    |     |     |     |     |
| Октябрь 2017  | Ipsos Архивная копия от 13 сентября 2020 на Wayback Machine | 40          | 15                                                       | —    | 5    | —    | 3    | 3     | 23   | 3    | 3    | 3   | >1    | 1   | 2      | 17      |     |     |     |     |
| Октябрь 2017  | DeFacto Архивная копия от 9 октября 2017 на Wayback Machine | 38          | 12,2                                                     | —    | 4,1  | —    | 1,5  | 4,3   | 26,1 | 3,4  | 1,9  | 1,9 | 2     | >1  | 6,6    | 11,9    |     |     |     |     |
| Июль 2017     | CeDem Архивная копия от 13 сентября 2020 на Wayback Machine | 39          | 11,6                                                     | —    | 4,9  | —    | 4    | 5,9   | 19,9 | 3,9  | 3,2  | 3,1 | 1,2   | 1,1 | 3,7    | 19,1    |     |     |     |     |
| Декабрь 2016  | CeDem Архивная копия от 15 сентября 2020 на Wayback Machine | 36,8        | 21                                                       | —    | 7,8  | —    | 1,6  | 6,3   | 12,2 | 4,1  | 2,3  | 3,4 | 0,8   | 1,1 | 3,7    | 15,8    |     |     |     |     |
| Октябрь 2016  | Результаты выборов                                          | 41,4        | 20,3                                                     | 20,3 | 11,1 | 11,1 | 11,1 | 11,1  | 10,1 | 5,2  | 3,2  | 3,1 | 1,2   | 1,2 | 4,2    | 21,1    |     |     |     |     |

1. 1 2 3 4 5 6  Опрос проводился по заказу участвующей в выборах политической партии.
2. 1 2 3  Опрос проводился по заказу посольства или иностранного института.

## Результаты
Наибольшее число голосов и мест в Скупщине Черногории получила Демократическая партия социалистов Черногории, поддерживающая действующего президента Мило Джукановича. Однако впервые за 30 лет электоральной истории (начиная с выборов 1990 года, в которых ДСПЧ участвовала под названием «Союз коммунистов Черногории») Демократическая партия социалистов не набрала достаточного количества мандатов в парламенте, чтобы самостоятельно либо при поддержке партнёров по коалиции сформировать правительство и утвердить премьер-министра. Вместе с союзниками в Скупщине предыдущего созыва («Социал-демократами Черногории», Боснякской партией и «Албанским списком») ДСПЧ может рассчитывать на поддержку 37 депутатов при необходимом большинстве в 41 мандат. Политические группы, находившиеся в оппозиции к ДСПЧ в Скупщине прошлого созыва («За будущее Черногории», «Мир — наша нация», Объединённое реформистское действие и Социал-демократическая партия), получили по результатам выборов 43 депутатских мандата. Лидеры трёх оппозиционных блоков («За будущее Черногории», «Мир — наша нация» и Объединённое реформистское действие) после выборов объявили о готовности к сотрудничеству друг с другом для формирования нового профессионального правительства, состоящего из экспертов. Лидеры оппозиции также предложили партиям национальных меньшинств, традиционно поддерживающих ДСПЧ, принять участие в консультациях и работе новой коалиции.
На проходивших одновременно с парламентскими местных выборах ДСПЧ одержала победу на выборах в общине Гусине. В четырёх других избирательных кампаниях в общинах Будва, Котор, Тиват и Андриевица победили оппозиционные политические силы.
| Party                                                                          | Party                               | Голосов | %     | Мест | +/-   |
| ------------------------------------------------------------------------------ | ----------------------------------- | ------- | ----- | ---- | ----- |
|                                                                                | Демократическая партия социалистов  | 143 548 | 35,06 | 30   | ▼6    |
|                                                                                | «За будущее Черногории»             | 133 267 | 32,55 | 27   | ▲6    |
|                                                                                | Мир — наша нация                    | 51 297  | 12,53 | 10   | ▼2    |
|                                                                                | Объединённое реформистское действие | 22 649  | 5,53  | 4    | ▲2    |
|                                                                                | Социал-демократы                    | 16 769  | 4,10  | 3    | ▲1    |
|                                                                                | Боснякская партияM                  | 16 286  | 3,98  | 3    | ▲1    |
|                                                                                | Социал-демократическая партия       | 12 839  | 3,14  | 2    | ▼2    |
|                                                                                | Албанский списокM                   | 6488    | 1,58  | 1    | ▬     |
|                                                                                | Албанская коалицияM                 | 4675    | 1,14  | 1    | ▲1    |
|                                                                                | Хорватская гражданская инициативаM  | 1106    | 0,27  | 0    | ▼1    |
|                                                                                | Хорватская реформистская партияM    | 527     | 0,13  | 0    | новая |
| Бланков испорчено                                                              | Бланков испорчено                   | 4501    | -     | -    | -     |
| Всего                                                                          | Всего                               | 413 952 | 100   | 81   | 0     |
| Избирателей зарегистрировано/явка                                              | Избирателей зарегистрировано/явка   | 540 026 | 76,65 | -    | -     |
| M — список национального меньшинства, для которого порог в 3 % не применяется. |                                     |         |       |      |       |